# Martín Sánchez de Portugal
Martín Sánchez de Portugal (antes de 1175-después de 1226) fue un noble del Reino de Portugal, fue uno de los muchos portugueses que se exiliaron en el Reino de León durante el reinado de Alfonso II.
Su poder se basó principalmente en la gran influencia que tuvo en la región fronteriza entre León y Portugal.

## Biografía
El rey Alfonso IX de León le encomendó el gobierno de Galicia. Durante su mandato, su medio hermano, el rey Alfonso II de Portugal, invadió las tierras gallegas. Martín reunió una hueste e invadió la provincia de Entre-Douro-e-Minho, arrasando todo por su paso, probablemente incitado por el obispo de Braga, Esteban Suárez de Silva (Estevão Soares da Silva, en portugués). Debido a sus luchas y desavenencias con Alfonso II, Martín marchó a León para servir Alfonso IX
Fue uno de los dos hijos ilegítimos tenidos por Sancho I de Portugal con María Aires de Fornelos, hija de Aires Nunes de Fornelos y de Mayor Pires, quien después contrajo matrimonio con Gil Vázquez de Soverosa. En 1175, junto con su esposo Gil y sus hijos Martín y Urraca, habidos con el rey Sancho I, María Aires aparece en el monasterio de San Tirso en Portugal haciendo una donación a sus parientes Marina Pais y su marido Vasco Pires.
En abril de 1207, su padre el rey Sancho donó las villas e iglesias de Vila Nova das Infantas y de Golães a los dos hijos que había tenido con María Aires de Fornelo, Martín y Urraca. Años más tarde, en enero de 1226, Martín vendió al Monasterio benedictino de San Tirso en Portugal la mitad del coto y las iglesias de Vila Nova y de Golães, documento que fue confirmado por su hermana Urraca Sánchez.
Martín contrajo matrimonio con Elo Pérez de Castro, hija de Pedro Fernández de Castro "el Castellano" y Jimena Gómez de Manzanedo. Divorciada de su primer esposo y sin sucesión de dicho matrimonio, Elo volvió a casar en 1205 con Guerau IV de Cabrera, vizconde de Cabrera y de Ager.